# يورغن لوتز
يورغن لوتز (بالألمانية: Jürgen Lutz)‏ (23 سبتمبر 1961 - ) هو لاعب كرة قدم ألماني يلعب كمدافع.

## روابط خارجية
- يورغن لوتز على موقع قاعدة بيانات كرة القدم.إي يو (الإنجليزية)
- يورغن لوتز على موقع بيانات كرة القدم. دي إي (الألمانية)
- يورغن لوتز على موقع عالم كرة القدم.نت (الإنجليزية)